# Тань Ситун
Тань Ситун (*谭嗣同, 10 березня 1865 —28 вересня 1898) — китайський мислитель, поет, публіцист часів династії Цін, лідер радикалів у реформаторському русі.

## Життєпис

### Молоді роки
Родина Тань Ситуна походила з повіту Люян провінції Хунань, проте народився він у столиці Пекіні, оскільки там служив заступником начальника податкового управління його батько Тань Цзісюнь, видатний вчений-конфуціанець. При народженні отримав ім'я Фушен. Свою освіту розпочав у 5 років. З дитинства він відрізнявся видатними здібностями, поєднуючи енциклопедичну начитаність з практичними навичками в бойових мистецтвах і верховій їзді. У 1877 році втратив матір Сюй Уюань.
Кілька років прослужив молодшим офіцером при губернаторі у провінції Сіньцзян. У 1884 році пішов з дому, мандруючи імперією. Пробував у провінціях Хебей, Ганьсу, Сіньцзян, Шеньсі, Хенань, Хубей, Цзянсі, Цзянсу, Аньхой, Чжецзян, Шаньдун, Шаньсі. При цьому став багато уваги приділяти літературній діяльності. Ці подорожі тривали майже 10 років.
На початку 1890-х захопився вивченням західних наук, що було стимульовано знайомством у 1893 році з англійцем Д. Фрайєром, який займався пропагандою західних наукових ідей.
У 1895 у себе на батьківщині в м. Люян Тань Ситун для поширення західних знань заснував Школу математики і природничих наук (Суань-сюе ге чжигуань), що стало відправною точкою розвитку реформаторського руху в Хунані.
Після поразки Китаю в японо-кітайській війні 1894—1895 років, під час загального наростання кризових явищ в країні Тань Ситун, який бажав познайомитися з лідером реформаторів Кан Ювеєм, приїхав до Пекіна. Кан Ювея не було в столиці, але Тань Ситун встановив тісний зв'язок з його найближчим учнем Лян Цичао.
У 1896 році, прибувши до Нанкін для влаштування на службу префектом, Тань Ситун захопився буддизмом під впливом вченого буддиста Ян Веньхуея, який разом з тим був знавцем західної культури, оскільки працював у китайських посольствах у Лондоні та Парижі.

### Участь у реформах
У 1897 губернатор провінції Хунань Чень Баочжень залучив Тань Ситуна для сприяння у проведенні реформ і модернізації управління. Тут з 1897 року він розпочав видавати першу в Хунані газету «Сян-сюе сіньбао» («Новий вісник хунанської науки»). Свої ідеї він також поширював через реформаторське Південне наукове товариство (Нань-сюе хуей), де був співголовою.
11 червня 1898 року імператор Гуансюй оприлюднив декрет «Про встановлення основної лінії державної політики», що містив визнання необхідності змін. У цей же день член академії Ханьлінь Сюй Чжицзун подав на найвище ім'я доповідь у співаворстві з Тань Ситуном та іншими реформаторами, де вказувалося на необхідність здійснення змін в імперії. Після особистої аудієнції Кан Ювея у імператора почався період «Ста днів реформ», в ході яких Тань Ситуна було покликано до столиці, де після аудієнції у Гуансюя 5 вересня, отримав посаду одного з чотирьох «спеціально прикомандированих до особи імператора сановників, що беруть участь у проведенні нової політики». Тоді стає секретарем четвертого розряду у Вищій раді. Разом з Ян Жуєм, Лінь Сюєм й Лю Гуанді Тань Ситун готував для імператора доповіді та проекти указів на основі реляцій і меморандумів, що надходили в палац з різних інстанцій.
У таборі реформаторів Тань Ситун займав найбільш рішучу позицію, наполягаючи на обираності монарха. Для відсічі іноземній агресії він пропонував створити союз п'яти азійських держав: Китаю, Кореї, Афганістану, Персії і Османської імперії, об'єднаних схожими проблемами і спільним завданням заміни монархії республікою. На противагу Кан Ювею, Тань Ситун відкрито схвалював Тайпінське повстання і засуджував його придушення англійцями і своїми земляками — хунаньскими поміщиками.
Проти діяльності реформаторів виступила імператриця—удовиця Ци Сі. Тоді імператор 14 вересня звернувся за допомогою до Кан Ювея і чотирьом членам ради. Вони закликали на допомогу командувача корпусом «нових військ», які охороняли столицю, генерала Юань Шикая. Вночі 17 вересня Тань Ситун відвідав Юань Шикая з пропозицією виступити проти його начальника маньчжура Жунлі, який займав посаду намісника столичної провінції Чжилі і командував столичним військовим округом. Юань Шикай спочатку погодився, але потім все видав Жунлі, 20 вересня проінформував Ци Сі. Остання 21 вересня вчинила заколот, поклала на себе регентство, відправивши імператора до кінця життя під домашній арешт. Тань Ситун відкинув пропозицію сховатися і емігрувати. 25 вересня його заарештували, а через три дні без суду і слідства стратили на пекінській площі. Свої передсмертні почуття Тань Ситун висловив у віршах, написаних на стіні тюремної камери.

## Філософія
Головна праця Тань Ситуна — «Жень сюе» («Вчення про гуманність») була написана у 1896—1897 роках, її опубліковано через кілька місяців після його смерті.
За формою вона є зібранням філософських фрагментів, а за змістом поєднання конфуціанських, даоських, моістских, буддуистських, християнських і природно-наукових положень. У своїй пристрасті до науковості Тань Ситун спробував формалізувати, навіть вдаючись до математичної символіці, основоположні ідеї «вчення про гуманність» у 27 тезах. Сам Тань Ситун генезис своєї праці пов'язував з буддизмом шкіл хуаянь, чань і фасян, християнством, математикою, природознавством і соціологією, а також з китайським вченням, відображеним у конфуціанській класиці.
Філософ приходить до ідеї універсалізації гуманності, що призвела до визнання абсолютності добра і відносності зла. На думку, Тань Ситуна, насправді існує лише добро, а зло — це закріплене звичкою і відповідним слововживання спотворення дійсності. Різниця між тим і іншим настільки умовна, що при іншому збігу історичних обставин найінтимніші статеві стосунки між людьми могли б носити публічний і церемоніальний характер, а при іншому ході природних процесів приховані в потаємних місцях тіла чоловічі статеві органи могли б бути у людей на обличчі.
Тань Ситуна стверджував, що народ може бути вільний лише поза державою. «Свободу» (цзию) він роз'яснював за допомогою фонетично схожого бінома «цзайю» («дати волю, надати самому собі»), який згідно з «Чжуан-цзи» значить некерований, природний стан Піднебесної. У бездержавній Піднебесній, згідно Тань Ситуну, «зникають кордони, припиняються війни, розсіюються взаємні підозри, протистояння „твоє-моє“ змінюється рівністю».